# الإسفنجة المقدسة

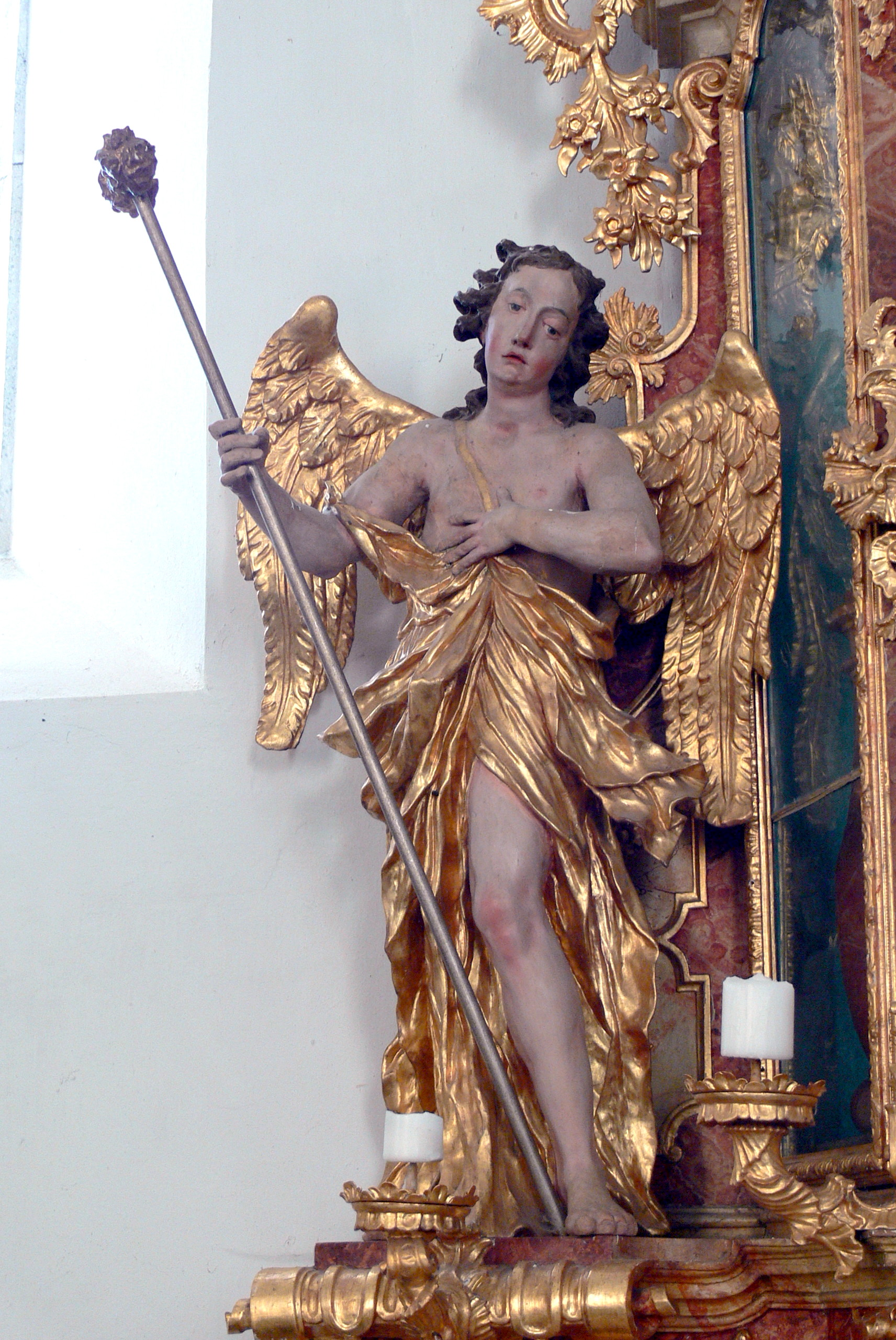

الاسفنجة المقدسة هي إحدى الات صلب يسوع. غمست الاسفنجة في الخل (أو نبيذ حامض حسب بعض الترجمات) وقدمت للمسيح ليشرب منها خلال الصلب حسب اناجيل متى ومرقس ويوحنا. في بداية القرن السابع وجدت الاسفنجة في فلسطين وقدست